# بيبا ستيل
بيبا ستيل (بالإنجليزية: Pippa Steel)‏ هي ممثلة بريطانية، ولدت في 15 أبريل 1948 بفلنسبورغ في ألمانيا، وتوفيت في 29 مايو 1992 بلندن في المملكة المتحدة.

## وصلات خارجية
- بيبا ستيل على موقع IMDb (الإنجليزية)
- بيبا ستيل على موقع ألو سيني (الفرنسية)
- بيبا ستيل على موقع أول موفي (الإنجليزية)
- بيبا ستيل على موقع قاعدة بيانات الأفلام السويدية (السويدية)
- بيبا ستيل على موقع قاعدة بيانات الفيلم (الإنجليزية)
- بيبا ستيل على موقع كينوبويسك (الروسية)